# Pordic
Pordic é uma comuna francesa na região administrativa da Bretanha, no departamento Côtes-d'Armor. Estende-se por uma área de 28,97 km². Em 2010 a comuna tinha 7 433 habitantes (densidade: 256,6 hab./km²).
Em 1 de janeiro de 2016, a antiga comuna de Tréméloir foi incorporada à Pordic.